# 香港乙組足球聯賽
香港乙組足球聯賽（英文：Hong Kong Second Division League）是香港一個已停辦的半職業足球聯賽，由香港足球總會主辦，是僅次於香港甲組足球聯賽的第二級足球聯賽。乙組足球聯賽成立於1909年，曾經因為第二次世界大戰而停頓，於1946年恢復舉辦。
乙組聯賽冠軍及亞軍將在下一屆將升班至香港甲組足球聯賽，最後兩名的球隊則需於下一屆降班至香港丙組足球聯賽作賽。
2014年，醞釀多時的「鳳凰計劃」正式推行，香港足球總會為香港足球聯賽系統重新定位，全新的「香港甲組聯賽」取代舊有的「香港乙組足球聯賽」成為香港第二級足球聯賽。最後一屆乙組足球聯賽於2013–14年球季舉行，由和富大埔奪得冠軍。改革後的首屆香港乙組聯賽（第三級聯賽）於2014–15年球季舉行。

## 歷史
香港足球聯賽於1908年正式成立，首屆聯賽只有一個組別，共有8支球隊參加，分別是巴付陸軍、海軍船塢、炮兵、工程與軍醫 5 支英軍球隊，以及青年會、萄葡牙會及Boy's Own Club三個外國人組織。
翌年（即1909年），增設乙組聯賽，首屆乙組聯賽共有8隊參加。
1914年，首次有華人球隊琳琅幻境社和孔聖會加入，令乙組聯賽開始受到華人關注，1915年1月23日一場琳琅幻境社對孔聖會賽事球場場面熱鬧，盛況空前。1916年，琳琅幻境社和孔聖會合併為南華遊樂會，並獲得兩屆聯賽冠軍。
後來，不少甲組球會均派二隊參加乙組聯賽，令乙組聯賽擁有大量甲組球會的二隊角逐。
經過第二次世界大戰停頓後，香港甲組足球聯賽於1945年恢復，乙組聯賽則遲一年於1946年復辦，該屆賽事有19隊參加，由星島奪得冠軍。1947-48年度乙組聯賽，更多達 24 隊參加，分為乙組甲和乙組乙，而南華及星島更有兩隊分處於兩組當中，該屆冠軍為東方。
1956年，香港足球總會開始實施聯賽升降制度，甲組球會不再派二隊參與低組別聯賽，改為參與新成立的預備組聯賽，結果渣甸和東華獲得首屆升級資格，聖約瑟和海軍成為首兩支從甲組降班的球隊。
1980年代初期，乙組聯賽踏入興盛年代，部分重要賽事更需收取門票。1981年，乙組聯賽升班爭奪戰流浪對菱電更創下政府大球場萬人空巷的紀錄。惟面對其他娛樂於香港興起，香港球市於1980年代中期開始由盛轉衰，甲組聯賽三年「全華班」更是將球市推向衰落。球迷人數大幅減少，同時亦令乙組聯賽等低組別聯賽步向衰落，收費乙組賽事更成絕響。
2002年，香港丙組（地區）足球聯賽成立，為香港足球注入新動力。隨著地區足球的發展，愈來愈多地區球會透過香港丙組（地區）足球聯賽升上乙組聯賽，地區球會的加入令乙組聯賽受到地區球迷的關注。2009–10年乙組聯賽升級關鍵戰由屯門對安華更吸引大量屯門球迷支持。2011–12年更有一半球隊是地區球會。

### 聯賽改制
2014–15年球季，因為香港超級聯賽成立，原有香港丙組足球聯賽升格為香港乙組聯賽，而升格後的第一屆香港乙組聯賽一共有12隊球會參加。

## 賽制
- 聯賽採取雙循環賽制比賽，並且繼續推行主客制。
- 每場比賽勝方可得3分，和局雙方各得1分，負方則得0分。
- 聯賽榜之排名方法則根據下列次序：

1. 各支球隊於聯賽所取得的積分；
2. 若果有部分球隊於聯賽榜中取得相同分數，則根據以下方法排名：

1. 有關球隊的對賽成績；
2. 有關球隊對賽的得失球差；
3. 有關球隊對賽的入球數字；
4. 有關球隊於聯賽的得失球差；及
5. 有關球隊於聯賽的入球數字。

- 賽季完結後，聯賽榜上最高分的1支球隊會成為香港乙組足球聯賽冠軍，並升上甲組聯賽作賽。
賽季完結後，聯賽榜上最低分的2支球隊來季須降落丙組聯賽作賽。
賽季完結後，於丙組聯賽榜上最高分的2支球隊來季可升上乙組聯賽作賽。
香港乙組足球聯賽球隊升降級之決定權屬於香港足球總會。

## 戰後歷屆冠軍
以下資料根據《香港足球總會九十週年紀念特刊》及歷年《香港足球總會年報》（香港足球總會有關戰前乙組足球聯賽資料散失）。
| - 1946–47年：星島 - 1947–48年：東方 - 1948–49年：中華 - 1949–50年：報聯 - 1950–51年：傑志 - 1951–52年：南華 - 1952–53年：南華 - 1953–54年：九巴 - 1954–55年：九巴 - 1955–56年：九巴 - 1956–57年：渣甸 - 1957–58年：柴灣 - 1958–59年：愉園 - 1959–60年：加山 - 1960–61年：五一七 - 1961–62年：東昇 - 1962–63年：加山 | - 1963–64年：東昇 - 1964–65年：流浪 - 1965–66年：陸軍 - 1966–67年：電話 - 1967–68年：怡和 - 1968–69年：消防 - 1969–70年：愉園 - 1970–71年：荃灣 - 1971–72年：精工 - 1972–73年：港會 - 1973–74年：怡和 - 1974–75年：警察 - 1975–76年：九巴 - 1976–77年：港會 - 1977–78年：警察 - 1978–79年：港會 - 1979–80年：警察 | - 1980–81年：保濟丸 - 1981–82年：菱電 - 1982–83年：警察 - 1983–84年：警察 - 1984–85年：港燈 - 1985–86年：港會 - 1986–87年：星島 - 1987–88年：港會 - 1988–89年：保濟丸 - 1989–90年：馬天尼 - 1990–91年：警察 - 1991–92年：傑志 - 1992–93年：港會 - 1993–94年：發景 - 1994–95年：港會 - 1995–96年：東寶 - 1996–97年：二合 | - 1997–98年：港會 - 1998–99年：港會 - 1999–00年：公民 - 2000–01年：港會 - 2001–02年：福建 - 2002–03年：傑志 - 2003–04年：公民 - 2004–05年：港會 - 2005–06年：港會 - 2006–07年：東寶 - 2007–08年：淦源 - 2008–09年：沙田 - 2009–10年：港會 - 2010–11年：深水埗 - 2011–12年：金峰科技 - 2012–13年：元朗 - 2013–14年：和富大埔 |

## 外部連結
- 香港足球總會網站
- GoalGoalGoal球迷大聯盟
- Hong Kong Football （页面存档备份，存于）